# Bhimphedi
Bhimphedi (en népalais : भीमफेदी) est un village de la municipalité rurale de Bhimphedi au Népal, situé dans le district de Makwanpur, de la province de Bagmati. Au recensement de 2011, il comptait 5 440 habitants.
Il constituait un comité de développement villageois avant la réorganisation administrative de 2017, date à laquelle il a été réuni au sein de la nouvelle municipalité de Bhimphedi.